# VikingProfil
VikingProfil este o companie producătoare de țigle metalice din România, fondată în anul 2006.
În anul 2008, compania a fost cumpărată de Blachy Pruszynski, cel mai mare producător de țigle metalice din Polonia, în urma unei tranzacții de 1,7 milioane euro.
Anterior tranzacției, compania era deținută de Marius Ghenea cu 51%, unul din fondatorii afacerii Flamingo, și Radu Mircescu, fondatorul afacerii VikingProfil, cu 49% din acțiuni.
Compania deține două capacități de producție la Craiova și la Ploiești.
Cifra de afaceri în 2008: 6 milioane euro